# Atán (Lugo)
Atán (llamada oficialmente Santo Estevo de Atán) es una parroquia española del municipio de Pantón, en la provincia de Lugo, Galicia.

## Otras denominaciones
La parroquia también es conocida por el nombre de San Estebo de Atán.

## Límites
Limita con las parroquias de Vilar de Ortelle al norte, Eiré y Següín al este, Pombeiro al sur y con las parroquias de A Cova y Chouzán al oeste, estas dos últimas en el municipio de Carballedo.

## Organización territorial
La parroquia está formada por diez entidades de población:

### Entidades de población
Entidades de población que forman parte de la parroquia:
- Albarde
- Cabo de Vila
- Cima de Atán
- Freán
- Pesqueiras
- Prado
- Salgueiros
- Segade
- Seoane
- Souto

### Despoblado
Despoblado que forma parte de la parroquia:
- Reiriz

## Demografía
| Gráfica de evolución demográfica de Atán entre 2000 y 2021 |
|                                                            |
| Datos según el nomenclátor publicado por el INE.           |